# 鹿島古墳群
鹿島古墳群（かしまこふんぐん）は、埼玉県深谷市にある古墳群である。1972年（昭和47年）3月21日に56基が県の史跡に指定された。

## 概要
荒川に沿って南北約300メートル、東西約1200メートルの範囲に100基以上の古墳で構成された荒川右岸最大の古墳群である。ほとんど円墳で構成されているが、鹿島73号墳のみ方墳である。西側吉野川沿いの台支群、中央の鹿島支群、東側の枚方支群の3つの支群に分けられる。1993年（平成5年）古墳公園を建設する｢保存整備基本構想｣が策定された。
6世紀後半に築造が開始され、7世紀前半に全盛となり、8世紀初頭まで継続されたと推定される。